# Kurozwęki
Kurozwęki is een dorp in de Poolse woiwodschap Święty Krzyż. De plaats maakt deel uit van de gemeente Staszów en telt 840 inwoners.